# 沃希托縣 (奧克拉荷馬州)
沃希托縣（英語：Washita County）是美國奧克拉荷馬州中西部的一個縣。面積2,613平方公里。根據美國2000年人口普查，共有人口11,508人。縣治新科德爾 (New Cordell)。
成立於1892年4月19日。縣名以沃希特河命名。